# MAP Linhas Aéreas
MAP Linhas Aéreas ist eine Passagier- und Frachtcharterfluggesellschaft in Brasilien. Das Unternehmen hat seinen Sitz in Manaus und seine Basis am Flughafen Manaus.

## Geschichte
Ursprünglich wurde MAP im Jahre 1988 als  Manaus Aerotáxi gegründet. Die zur MAP-Gruppe gehörende MAP Linhas Aéreas nahm ihren Flugbetrieb im Juli 2011 auf. Map Linhas Aéreas ist eine Fluggesellschaft mit regelmäßigem Passagierbetrieb in der Nordregion Brasiliens.
Der erste Flug von MAP Linhas Aéreas wurde am 4. März 2013 mit den Zielen Parintins und dann nach Lábrea in Betrieb genommen. Im folgenden Jahr nahm MAP Linhas Aéreas den Betrieb in Carauari im Bundesstaat Amazonas auf. Im August desselben Jahres wurden Flüge nach Santarém, Itaituba, Altamira und Belém do Pará eröffnet.
Ab März 2015 flog MAP Linhas Aéreas in Porto Velho, ab April nach Manicoré und Humaitá im Inneren des Amazonas und ab Oktober nach Barcelos, Coari, Eirunepé, São Gabriel da Cachoeira und Tefé, ebenfalls im Inneren des Amazonas. Im Juli 2016 startete das Unternehmen den Flugbetrieb nach Porto Trombetas im Bundesstaat Pará.
Im August 2019 übernahm Passaredo Linhas Aéreas S.A. das Unternehmen. Das fusionierte Unternehmen benannte sich in VoePass Linhas Aéreas um.
Im Juni 2021 übernahm Gol Linhas Aéreas von VoePass die Fluggesellschaft.

## Flotte
Die Flotte besteht mit Stand April 2025 aus zwei Flugzeugen mit einem Durchschnittsalter von 21,5 Jahren.
| Flugzeugtyp | Anzahl | bestellt | Anmerkungen                    | Sitzplätze | Durchschnittsalter |
| ----------- | ------ | -------- | ------------------------------ | ---------- | ------------------ |
| ATR 42-500  | 1      |          | inaktiv; betrieben für Voepass | 48         | 25,6 Jahre         |
| ATR 72-500  | 1      |          | inaktiv; betrieben für Voepass | 74         | 17,4 Jahre         |
| Gesamt      | 2      | -        |                                |            | 21,5 Jahre         |

## Ehemalige Flugzeugtypen
- ATR 42-300
- ATR 42-320